# Southernplayalisticadillacmuzik
Southernplayalisticadillacmuzik es el álbum debut del grupo Outkast, lanzado en 1994.

## Lista de canciones
1. "Peaches" - :51
2. "Myintrotoletuknow" - 2:40
3. "Ain't No Thang" - 5:39
4. "Welcome to Atlanta (Interlude)" - :58
5. "Southernplayalisticadillacmuzik" - 5:18
6. "Call of da Wild" - 6:06
7. "Player's Ball [Original Version]" - 4:21
8. "Claimin' True" - 4:43
9. "Club Donkey Ass (Interlude)" - :25
10. "Funky Ride" - 6:31
11. "Flim Flam (Interlude)" - 1:15
12. "Git Up, Git Out con Goodie Mob" - 7:27
13. "True Dat (Interlude)" - 1:16
14. "Crumblin' Erb" - 5:10
15. "Hootie Hoo" - 3:59
16. "Deep" - 5:31
17. "Player's Ball (Reprise)" - 2:20